# Тёкю
Тёкю (яп. 長久 тё:кю) — девиз правления (нэнго) японского императора Го-Судзаку, использовавшийся с 1040 по 1044 год .

## Продолжительность
Начало и конец эры:
- 10-й день 11-й луны 4-го года Тёряку (по юлианскому календарю — 16 декабря 1040);
- 24-й день 11-й луны 5-го года Тёкю (по юлианскому календарю — 16 декабря 1044).

## Происхождение
Название нэнго было заимствовано у древнекитайского философа Лао-цзы:「天長地久」.

## События
- 15 февраля 1040 год (1-й день 1-й луны 1-го года Тёкю) — частичное солнечное затмение, предсказанное на полдень, произошло во второй половине дня, что вызвало гнев на сделавших неточные расчёты астрономов[6];
- 1040 год (6-я луна 1-го года Тёкю) — Указ об упорядочении вотчин (яп. 荘園整理令 сё:эн сэйри рэй);
- 1040 год (9-я луна 1-го года Тёкю) — священное бронзовое зеркало Ята-но кагами (одно из регалий японских императоров) было уничтожено огнём[7];
- 1041 год (2-й год Тёкю) — сгорел дворец Сандзё (позже его восстановили)[8];

## Сравнительная таблица
Ниже представлена таблица соответствия японского традиционного и европейского летосчисления. В скобках к номеру года японской эры указано название соответствующего года из 60-летнего цикла китайской системы гань-чжи. Японские месяцы традиционно названы лунами.
| 1-й год Тёкю (Металлический Дракон) | 1-я луна        | 2-я луна*  | 3-я луна  | 4-я луна  | 5-я луна* | 6-я луна  | 7-я луна*  | 8-я луна   | 9-я луна    | 10-я луна*            | 11-я луна  | 12-я луна*    |                |
| ----------------------------------- | --------------- | ---------- | --------- | --------- | --------- | --------- | ---------- | ---------- | ----------- | --------------------- | ---------- | ------------- | -------------- |
| Юлианский календарь                 | 15 февраля 1040 | 16 марта   | 14 апреля | 14 мая    | 13 июня   | 12 июля   | 11 августа | 9 сентября | 9 октября   | 8 ноября              | 7 декабря  | 6 января 1041 |                |
| 2-й год Тёкю (Металлическая Змея)   | 1-я луна*       | 2-я луна   | 3-я луна* | 4-я луна  | 5-я луна* | 6-я луна  | 7-я луна   | 8-я луна*  | 9-я луна    | 10-я луна*            | 11-я луна  | 12-я луна     |                |
| Юлианский календарь                 | 4 февраля 1041  | 5 марта    | 4 апреля  | 3 мая     | 2 июня    | 1 июля    | 31 июля    | 30 августа | 28 сентября | 28 октября            | 26 ноября  | 26 декабря    |                |
| 3-й год Тёкю (Водяная Лошадь)       | 1-я луна*       | 2-я луна*  | 3-я луна  | 4-я луна* | 5-я луна  | 6-я луна* | 7-я луна   | 8-я луна*  | 9-я луна    | 9-я луна (високосная) | 10-я луна* | 11-я луна     | 12-я луна      |
| Юлианский календарь                 | 25 января 1042  | 23 февраля | 24 марта  | 23 апреля | 22 мая    | 21 июня   | 20 июля    | 19 августа | 17 сентября | 17 октября            | 16 ноября  | 15 декабря    | 14 января 1043 |
| 4-й год Тёкю (Водяная Коза)         | 1-я луна*       | 2-я луна*  | 3-я луна  | 4-я луна* | 5-я луна* | 6-я луна  | 7-я луна*  | 8-я луна   | 9-я луна    | 10-я луна             | 11-я луна* | 12-я луна     |                |
| Юлианский календарь                 | 13 февраля 1043 | 14 марта   | 12 апреля | 12 мая    | 10 июня   | 9 июля    | 8 августа  | 6 сентября | 6 октября   | 5 ноября              | 5 декабря  | 3 января 1044 |                |
| 5-й год Тёкю (Деревянная Обезьяна)  | 1-я луна        | 2-я луна*  | 3-я луна* | 4-я луна  | 5-я луна* | 6-я луна* | 7-я луна   | 8-я луна*  | 9-я луна    | 10-я луна             | 11-я луна* | 12-я луна     |                |
| Юлианский календарь                 | 2 февраля 1044  | 3 марта    | 1 апреля  | 30 апреля | 30 мая    | 28 июня   | 27 июля    | 26 августа | 24 сентября | 24 октября            | 23 ноября  | 22 декабря    |                |

* звёздочкой отмечены короткие месяцы (луны) продолжительностью 29 дней. Остальные месяцы длятся 30 дней.